# Tom Erisman
 (octobre 2018).
Tom Erisman, né le 1er décembre 1954 aux Pays-Bas, est un directeur de la photographie néerlandais.

## Carrière
Il fut marié avec l'actrice Renée Fokker.

## Filmographie
- 1992 : Transit de Eddy Terstall[3]
- 1993 : De 4 Jaargetijden de Maarten Koopman[4]
- 1994 : 06 de Theo van Gogh
- 1997 : Tropic of Emerald de Orlow Seunke[5]
- 1998 : De Pijnbank de Theo van Gogh
- 1999 : Kaas de Orlow Seunke[6]
- 2000 : Somberman's Action de Casper Verbrugge[7]
- 2001 : I Love You Too de Ruud van Hemert[8]
- 2002 : Shooters de Colin Teague[9]
- 2003 : Grimm de Alex van Warmerdam[10]
- 2006 : Paid de Laurence Lamers[11]
- 2007 : Blind Date de Stanley Tucci[12]
- 2009 : The Last Days of Emma Blank de Alex van Warmerdam[13]
- 2011 : Vipers Nest de Will Koopman[14]
- 2012 : De verbouwing de Will Koopman[15]
- 2013 : Borgman de Alex van Warmerdam[16]
- 2014 : Gooische Vrouwen 2 de Will Koopman[17]
- 2015 : Sneeuwwitje en de zeven kleine mensen de Will Koopman[18]
- 2015 : La Peau de Bax de Alex van Warmerdam[19]
- 2016 : De Prinses op de Erwt: Een Modern Sprookje de Will Koopman[20]
- 2017 : Oh Baby de Thomas Acda[21]